# 國道七號 (中華民國)
中華民國國道七號，又稱「高雄港東側聯外高速公路」，簡稱國七，為臺灣一條籌建中的南北向高速公路，由交通部於行政院經濟建設委員會第1381次委員會議中提出「高雄港東側高（快）速公路可行性研究」報告，經該次會議原則同意興建。主線路廊為高雄港南星計畫的計畫道路，向北穿越大坪頂特定區、大寮區銜接台88線，在高雄市仁武區銜接目前的東西向國道十號，另為整合原國道十號仁武交流道服務功能設置仁武系統交流道匯入國十延長段，長約3公里，合計全長約23公里，共兩個系統、一個雙向交流道，七個單向交流道；經費約新臺幣1351億元，原本高雄市政府須部分承擔，因此為唯一一條地方政府須承擔經費的國道，然而2013年5月《公路法》完成修法後，依據第12條第1項規定確定國道興建地方政府無需承擔經費，目前本條高速公路尚未興建，預計2026動工、2030年全線通車。另有第二期北延臺南市並銜接台86線、國道八號的計畫。

## 歷史

### 2022年
- 8月15日：國道七號高雄路段計畫進行環保署第四次環評專案小組初審會議過關，後續將送環評大會審議[6]。
- 9月28日：環評大會審查通過，預計2025年動工。
- 11月10日：行政院環境保護署公告「國道7號高雄路段計畫環境影響評估報告書初稿」審查結論，國道七號通過環保署審查，後續將送至其他部會核定。

### 2023年
- 2月20日：行政院國家發展委員會公告通過國道七號計畫[7]。
- 3月23日：行政院核定國道七號綜合規劃。預計2026年動工、2030年全線通車。

## 第一期交流道
| 國道七號路線設施里程一覽表 |      |          |          |          |            |            |                                  |                                  |
| 標誌                       | 里程 | 名稱     | 順樁預告 | 逆樁預告 | 形式       | 通車日     | 銜接道路 →聯絡地區               |                                  |
|                            | 0    | 仁武系統 |          |          | 複合型     | 預計2030年 | 高雄支線、高屏第二東西向快速公路 | 高雄支線、高屏第二東西向快速公路 |
|                            | 4    | 鳥松     |          |          | 鑽石型     | 預計2030年 | 神農路 →鳥松區、大寮區           | 神農路 →鳥松區、大寮區           |
|                            | 9    | 鳳寮     |          |          | 分離鑽石型 | 預計2030年 | 台1線、台25線 · →鳳山區、大寮區  | 台1線、台25線 · →鳳山區、大寮區  |
|                            | 13   | 大寮系統 |          |          | 雙葉型     | 預計2030年 | 高雄潮州線                       | 高雄潮州線                       |
|                            | 15   | 小港     |          |          | 鑽石型     | 預計2030年 | 高松路 →小港區、高雄國際機場     | 高松路 →小港區、高雄國際機場     |
|                            | 17   | 大坪頂   |          |          | 半套鑽石型 | 預計2030年 | 高坪二十二路 →小港區大坪頂       | 高坪二十二路 →小港區大坪頂       |
|                            | 21   | 臨海     |          |          | 半套鑽石型 | 預計2030年 | 台17線 · →臨海工業區             | 台17線 · →臨海工業區             |
|                            | 23   | 南星端   |          |          | 直接式     | 預計2030年 | 南星路 →小港區                   | 南星路 →小港區                   |

## 第二期交流道
二期路網從北至南有新市系統、新化、歸仁、歸仁系統、阿蓮、大崗山、安招、岡山系統共5個交流道及3個系統交流道
| 國道七號路線設施里程一覽表 |      |          |          |          |            |            |                                        |                                        |
| 標誌                       | 里程 | 名稱     | 順樁預告 | 逆樁預告 | 形式       | 通車日     | 銜接道路 →聯絡地區                     |                                        |
|                            |      | 新市系統 |          |          | Y型        | 遠期規畫中 | 台南支線                               | 台南支線                               |
|                            |      | 新化     |          |          | 鑽石型     | 遠期規畫中 | 台20線 · →新化區、永康區               | 台20線 · →新化區、永康區               |
|                            |      | 歸仁     |          |          | 鑽石型     | 遠期規畫中 | 市道182號 · →歸仁區、關廟區            | 市道182號 · →歸仁區、關廟區            |
|                            |      | 歸仁系統 |          |          | 雙葉型     | 遠期規畫中 | 台南關廟線                             | 台南關廟線                             |
|                            |      | 阿蓮     |          |          | 鑽石型     | 遠期規畫中 | 台28線 · →阿蓮區、田寮區               | 台28線 · →阿蓮區、田寮區               |
|                            |      | 大崗山   |          |          | 四葉型     | 遠期規畫中 | 台19甲線、高科聯絡道 · →阿蓮區、路竹區 | 台19甲線、高科聯絡道 · →阿蓮區、路竹區 |
|                            |      | 安招     |          |          | 分離鑽石型 | 遠期規畫中 | 市道186號 · →岡山區、燕巢區            | 市道186號 · →岡山區、燕巢區            |
|                            |      | 岡山系統 |          |          | 遠期規畫中 | 遠期規畫中 | 中山高速公路                           | 中山高速公路                           |

## 興建緣由

國道七號與洲際港關係圖

小港區因位處工業區，大量貨櫃車行經市區道路通往國道一號，使得道路大小車爭道，加上興建中的高雄港洲際貨櫃中心，預期既有交通狀況將更惡化。因此規劃國道七號，將貨櫃車、重車引導出去。高雄市政府交通局稱若是國道七號不興建，將衝擊高雄未來都市交通，並嚴重造成高雄港區與台灣整體經濟發展延宕。 
國道7號興建案，從2010年4月展開環評，因預定路線有破壞生態疑慮，截至2020年已經過10年仍無定案。時任行政院長蘇貞昌於2020年12月29日高雄港第七貨櫃中心新建工程動土儀式指示高雄市府全力催促交通部加快腳步。2021年中將進入二階環評，2022年8月15日環評初審經審查專案小組第四會議審查通過，後續將送環評大會審查，按表定期程最快在2030年完成。
2022年9月28日國道七號計畫送審環評大會，環評委員於環境影響評估審查委員會第428次會議審議，經評估審查通過，交通部高速公路局表示，環評通過後隨即就會啟動建設計畫，完成後就會提報交通部、行政院審查，並同步進行設計發包、用地取得等，預估2026年初就可動工，最快2030年初完工，再經過初勘、履勘等作業後，預計同年中旬可正式通車。
| 路線\進度                          | 可行性研究 | 可行性研究 | 可行性研究     | 可行性研究     | 可行性研究     | 綜合規劃 | 綜合規劃 | 綜合規劃       | 綜合規劃       | 綜合規劃       | 綜合規劃       | 設計        | 設計        | 招標  | 招標  | 執行  | 執行  | 執行     | 執行  | 預 計 完 工 | 備註 \| █ 已完成或核定 █ 進行中 █ 預定啟動 \| |
| 路線\進度                          | 啟 動      | 送 審      | 交 通 部 核 定 | 國 發 會 核 定 | 行 政 院 核 定 | 啟 動    | 環 評    | 環 保 署 核 定 | 交 通 部 核 定 | 國 發 會 核 定 | 行 政 院 核 定 | 設 計 完 成 | 審 議 完 成 | 公 示 | 決 標 | 施 工 | 完 工 | 試 營 運 | 履 勘 | 預 計 完 工 | 備註 \| █ 已完成或核定 █ 進行中 █ 預定啟動 \| |
| ---------------------------------- | ---------- | ---------- | -------------- | -------------- | -------------- | -------- | -------- | -------------- | -------------- | -------------- | -------------- | ----------- | ----------- | ----- | ----- | ----- | ----- | -------- | ----- | ----------- | --------------------------------------------- |
| 國七第一階段                       |            |            |                |                |                |          |          |                |                |                |                |             |             |       |       |       |       |          |       |             |                                               |
| 國七第二階段                       |            |            |                |                |                |          |          |                |                |                |                |             |             |       |       |       |       |          |       |             | 計畫中                                        |
| █ 已完成或核定 █ 進行中 █ 預定啟動 |            |            |                |                |                |          |          |                |                |                |                |             |             |       |       |       |       |          |       |             |                                               |

## 爭議
因國道七號路線通過鳳山丘陵和鳳山水庫，環保團體憂慮恐破壞猛禽生態和汙染水源而抗議。此開發案在2013年7月25日行政院環境保護署專案小組第五次審查會被認定「不應開發」，但在同年8月20日召開環評大會會前會，而後此案於8月30日環評大會決議「進入第二階段環評」。
國道七號二階環評範疇界定報告書業於2014年7月提報交通部轉送環保署召開會議審查，預估二階環評辦理時程約需2.5年。
此外，原本設有連接三櫃、五櫃經市區宏平路到國道七號的聯絡道，經過地方抗議後，改為增設大坪頂、林園兩交流道代替。
2021年1月9日，「反國道七號大寮自救會」會長簡志強批評，高雄市政府規劃國道七號，沒有充分與地方反對民意對話，硬是選擇一條奇怪的路線。
時任時代力量立委陳椒華針對「國道七號」相關爭議舉行記者會，指環保團體、在地居民擔憂，國七可能引起空污加乘效應，由於國七附近臨海、林園及大發工業區，龐大車流將致污染沉降問題更嚴重，卻看不到營運後空污相關評估，且國七興建有破壞生態、鳳鼻頭遺址之虞，希望高公局釐清相關疑慮。陳椒華亦指出，如果過那麼多年的原目的是為了重車的交通問題，但後來的規畫、設計卻背離原初目的，「這讓人不免覺得被欺騙，值得被檢討。」陳椒華認為，納稅人的錢應用在刀口上，並非反對開發、開路，而是需要更整體評估，給民眾一條更好的道路。
時任民進黨高雄市議員韓賜村表示支持高屏溪西側替代方案，並表示此路線不必徵收眾多土地、節省工程費用，也能帶動地方繁榮，「林園長期忍受交通不便，沒有一條快速道路可外出，現在國七也跳過林園，相當不公平。」高公局則說，高屏溪西側不會節省經費，高屏溪堤防、高灘地看起來空曠，但仔細評估後，如鋪設高速公路可能衍生相關問題。韓賜村批評顧問公司台灣世曦為了捍衛原路線，環評委員規定要有替代路線後，世曦就把原高屏溪西側規畫進入林園王公路，造成全數里長跳腳；世曦在用此意見告訴高公局，在地不要替代方案；台灣世曦則表示，在地期待的西側替代方案距離太遠，背離初設目的。

## 車道數與速限
| 區間                     | 車道數 | 車道數 | 車道數 | 速限（km/h） | 速限（km/h） | 備註 |
| 區間                     | 南下   | 北上   | 雙向   | 最高         | 最低         | 備註 |
| ------------------------ | ------ | ------ | ------ | ------------ | ------------ | ---- |
| 仁武系統～鳥松交流道     | 3      | 3      | 6      | 100          | 60           |      |
| 鳥松交流道～大坪頂交流道 | 2      | 2      | 4      | 100          | 60           |      |
| 大坪頂交流道～南星端     | 2      | 2      | 4      | 80           | 50           |      |

## 外部連結
- 國道7號高雄路段計畫 （页面存档备份，存于）
- 公共政策網路參與平臺 （页面存档备份，存于）
- 行政院經濟建設委員會第1381次委員會議紀錄 （页面存档备份，存于）
- (PDF),  (PDF),   [2011-01-25], （原始内容存档 (PDF)于2017-11-19）
- . 蘋果日報. 2010-12-30  [2011-01-25]. （原始内容存档于2011-01-15）.
- . 2010-12-13  [2011-01-25]. （原始内容存档于2012-03-08）.
- 國道七號周邊土地發展案 （页面存档备份，存于）
- 國七環評沒過 衝擊高市